# كأس الخليج للأندية 2012
كأس الخليج للأندية 2012  هو موسم من كأس الخليج للأندية. شارك فيه  12  فريقاً، وفاز فيه نادي المحرق.